# Segunda División de Chile 1971
Segunda División de Chile 1971 var 1971 års säsong av den näst högsta nationella divisionen för fotboll i Chile, som vanns av Naval som således gick upp i Primera División (den högsta divisionen). Santiago Badminton flyttades ner till den lägre divisionen. Segunda División 1971 bestod av en grundserie med 14 lag där alla mötte varandra två gånger (en gång hemma och en gång borta), vilket gav totalt 26 matcher per lag. Efter dessa 26 matcherna flyttades det främsta laget upp och det sämsta laget flyttades ner en division.

## Tabell
Lag 1: Uppflyttade till Primera División
Lag 14: Nedflyttade till en lägre division.
| Nr | Lag                | S  | V  | O  | F  | GM | IM | MS  | P  |
| -- | ------------------ | -- | -- | -- | -- | -- | -- | --- | -- |
| 1  | Naval              | 26 | 16 | 7  | 3  | 46 | 18 | +28 | 39 |
| 2  | Ñublense           | 26 | 14 | 10 | 2  | 44 | 23 | +21 | 38 |
| 3  | Palestino          | 26 | 13 | 10 | 3  | 42 | 21 | +21 | 36 |
| 4  | Deportes Ovalle    | 26 | 13 | 9  | 4  | 57 | 32 | +25 | 35 |
| 5  | Colchagua          | 26 | 9  | 11 | 6  | 34 | 37 | −3  | 29 |
| 6  | Ferroviarios       | 26 | 7  | 14 | 5  | 33 | 30 | +3  | 28 |
| 7  | Coquimbo Unido     | 26 | 8  | 9  | 9  | 42 | 43 | −1  | 25 |
| 8  | Santiago Morning   | 26 | 8  | 8  | 10 | 45 | 45 | 0   | 24 |
| 9  | Independiente      | 26 | 9  | 6  | 11 | 28 | 36 | −8  | 24 |
| 10 | Lister Rossel      | 26 | 5  | 10 | 11 | 28 | 46 | −18 | 20 |
| 11 | San Luis           | 26 | 7  | 5  | 14 | 32 | 47 | −15 | 19 |
| 12 | San Antonio Unido  | 26 | 4  | 9  | 13 | 33 | 48 | −15 | 17 |
| 13 | Iberia             | 26 | 6  | 5  | 15 | 32 | 55 | −23 | 17 |
| 14 | Santiago Badminton | 26 | 5  | 3  | 18 | 39 | 54 | −15 | 13 |